# سلول‌های نووس
سلول‌های نِووس یا سلول‌های خال (به انگلیسی: Nevus cells) گونه ای از ملانوسیت‌ها هستند.: 684  این سلول‌ها بزرگ‌تر از ملانوسیت‌های معمولی هستند، دندریت ندارند و دارای سیتوپلاسم بزرگ‌تر و با گرانول‌های درشت هستند. این سلول‌ها معمولاً در محل اتصال درموپیدرمال یا محل اتصال پوست حقیقی (دِرم) و روپوست یا در درم قرار دارند. سلول‌های نووس پوستی به انواع مختلفی طبقه‌بندی می‌شوند:
- سلول‌های نووس پوستی نوع A (اپی تلیوئید) این سلول‌ها به نوع B تکوین پیدا می‌کنند.
- سلول‌های نووس پوستی نوع B (لنفوسیتوئید) این سلول‌ها به نوع C تکوین پیدا می‌کنند.
- سلول‌های نووس پوستی نوع C (نوروئید).

سلول‌های نووس از اجزاء اصلی یک نووس ملانوسیتی هستند. این سلول‌ها در گره‌های لنفاوی و تیموس نیز یافت می‌شوند.